# 第6回東京優駿大競走
第6回東京優駿大競走（だい6かいとうきょうゆうしゅんだいきょうそう）は、1937年4月29日に東京競馬場で施行された競馬の競走である。中島時一騎乗のヒサトモが牝馬および関西馬として初めて日本ダービーを優勝。同競走史上初の良馬場のなかで大幅にレコードタイムが更新された。

## レース施行時の状況
出走17頭中、トウルヌソルとシアンモアの産駒が併せて15頭を占めていた。1937年は「西高東低」の傾向が強く、阪神の帝室御賞典をレコード勝ちした関西のシアンモア産駒ゼネラルが高い評価を得て圧倒的な1番人気となった。そのほか、関西馬としてトウルヌソル産駒の牝馬ヒサトモや、サンダーランド、ツバクロダケがいた。関東馬のなかではハツピーマイトが代表的存在で、2番人気の支持を受けた。

## 出走馬と枠順
- 1937年4月29日
- 天気：晴、馬場状態：良

| 馬番 | 人気 | 競走馬名         | 性齢 | 騎手       | 調教師     |
| ---- | ---- | ---------------- | ---- | ---------- | ---------- |
| 1    | 5    | アヂマス         | 牡3  | 小西喜蔵   | 田中和一郎 |
| 2    | 11   | カブト           | 牡3  | 大久保房松 | 大久保房松 |
| 3    | 6    | ツバクロダケ     | 牡3  | 伊藤勝吉   | 伊藤勝吉   |
| 4    | 9    | フアインモア     | 牡3  | 中村一雄   | 藤本冨良   |
| 5    | 12   | キンラン         | 牡3  | 大久保末吉 | 尾形景造   |
| 6    | 15   | ミスターシービー | 牡3  | 中村広     | 中村広     |
| 7    | 4    | ヒサトモ         | 牝3  | 中島時一   | 中島時一   |
| 8    | 3    | ガイカ           | 牡3  | 伊藤正四郎 | 尾形景造   |
| 9    | 16   | ラシモア         | 牝3  | 松山吉三郎 | 小川佐助   |
| 10   | 2    | ハツピーマイト   | 牡3  | 秋山辰治   | 秋山辰治   |
| 11   | 14   | グランドチヤンス | 牝3  | 見上恒芳   | 布施季三   |
| 12   | 10   | ガルモア         | 牝3  | 二本柳勇   | 尾形景造   |
| 13   | 13   | ヒサニシキ       | 牝3  | 古野庄三郎 | 藤本冨良   |
| 14   | 8    | キヨクジツ       | 牡3  | 内藤潔     | 尾形景造   |
| 15   | 7    | サンダーランド   | 牝3  | 大久保亀治 | 大久保亀治 |
| 16   | 1    | ゼネラル         | 牡3  | 武田文吾   | 高橋政次郎 |
| 17   | 17   | ダイサンハゴロモ | 牡3  | 稗田十七二 | 内藤精一   |

## 当日の競馬場模様
東京優駿は6回目の施行にして初めて好天に恵まれた。馬場も同競走初の良馬場となった。

## 競走結果
発馬からミスターシービーが逃げ、これにヒサトモ、ツバクロダケが続いた。1コーナーで2番人気ハツピーマイトは腹帯が外れるアクシデントに見舞われ、また1番人気ゼネラルは馬群の中に入って苦しい格好となった。2コーナーからはヒサトモが先頭に立ち、向こう正面では2番手以下を5馬身近く離す逃げを打った。ヒサトモは最後まで依然として脚色を衰えさせることなく、そのまま押し切って優勝。4コーナー手前から進出したサンダーランドは、ツバクロダケとの長い競り合いの末に2着に入った。追い込んだゼネラルは3着ツバクロダケから4馬身遅れて4着となった。
ヒサトモは日本初のダービー牝馬となった。2着にはサンダーランドが入ったが、牝馬の「ワンツー」が決まったことは、日本ダービー史上唯一のことである。関西馬による優勝も初のことで、1着から4着までを全て関西馬が占めた。良馬場で競われたことから、勝ち時計の2分33秒+3⁄5はガヴアナーのレコードを8秒以上更新する大幅なレコード更新になった。

### 競走着順
| 着順 | 競走馬名         | タイム      | 着差  |
| ---- | ---------------- | ----------- | ----- |
| 1    | ヒサトモ         | 2分33秒+3⁄5 |       |
| 2    | サンダーランド   |             | 1+1⁄4 |
| 3    | ツバクロダケ     |             | 3⁄4   |
| 4    | ゼネラル         |             |       |
| 5    | ガイカ           |             |       |
| 6    | アヂマス         |             |       |
| 7    | カブト           |             |       |
| 8    | フアインモア     |             |       |
| 9    | キンラン         |             |       |
| 10   | ミスターシービー |             |       |
| 11   | ラシモア         |             |       |
| 12   | ハツピーマイト   |             |       |
| 13   | グランドチヤンス |             |       |
| 14   | ガルモア         |             |       |
| 15   | ヒサニシキ       |             |       |
| 16   | キヨクジツ       |             |       |
| 17   | ダイサンハゴロモ |             |       |